# Паршуки
Паршуки — нежилая деревня в Сусанинском районе Костромской области. Входит в Северное сельское поселение.
Расположена на правом притоке Андобы в лесистой местности в 11 км к юго-западу от Сусанино и в 45 км к северо-востоку от Костромы.
В метрических книгах села Кишино (к его приходу относилась деревня) встречается также вариант названия Паршуков.
До образования районов относилась к Андреевской волости Костромского уезда Костромской губернии.

В деревне родился советский поэт-правдист И. С. Логинов (1891—1942).
| 2008 | 2010 | 2014 |
| ---- | ---- | ---- |
| 0    | →0   | →0   |